# Portrait de Bartolomeo Panciatichi
Le Portrait de Bartolomeo Panciatichi est une peinture de l'artiste italien Agnolo di Cosimo, plus connu sous le nom de Bronzino, achevé autour de 1540. Il est conservé dans la Galerie des Offices de Florence, Italie.
Bartolomeo Panciatichi était un Florentin humaniste et homme politique. Sa femme sera aussi représentée par Bronzino quelques années plus tard. 